# Đỗ Văn Phương
Đỗ Văn Phương là kiểm sát viên cao cấp người Việt Nam. Ông hiện giữ chức vụ Chánh Văn phòng Viện kiểm sát nhân dân tối cao.

## Tiểu sử
Đỗ Văn Phương là Đảng viên Đảng Cộng sản Việt Nam.
Ngày 29 tháng 8 năm 2014, Đỗ Văn Phương, Phó Viện trưởng Viện kiểm sát nhân dân tỉnh Thanh Hóa, được Phó Viện trưởng Viện kiểm sát nhân dân tối cao Việt Nam Lê Hữu Thể trao quyết định số 98/QĐ-VKSTC-V9 ngày 17/7/2014 của Viện trưởng Viện kiểm sát nhân dân tối cao Việt Nam bổ nhiệm giữ chức vụ Viện trưởng Viện kiểm sát nhân dân tỉnh Thanh Hóa kể từ ngày 1 tháng 9 năm 2014 thay cho ông Vũ Duy Hòa nghỉ hưu theo chế độ nhà nước Việt Nam.
Ngày 03 tháng 04 năm 2016, Đỗ Văn Phương được bổ nhiệm chức danh kiểm sát viên cao cấp.
Tháng 01 năm 2018, Đỗ Văn Phương là Tỉnh ủy viên, Viện trưởng VKSND tỉnh Thanh Hóa.
Ngày 01 tháng 07 năm 2020, Theo quyết định số 18/QĐ-VKSTC, Viện trưởng VKSND tối cao bổ nhiệm ông Đỗ Văn Phương, Kiểm sát viên cao cấp, Viện trưởng VKSND tỉnh Thanh Hóa giữ chức vụ Thủ trưởng Cơ quan điều tra VKSND tối cao. Theo đó, Quyết định trên có hiệu lực kể từ 1/7/2020.